# Hora de Brincar
O Hora de Brincar foi um programa infantil apresentado por Danny Pink na emissora Rede Vida, exibido desde 2 de maio de 2005 e 30 de dezembro de 2016.
Vai ao ar de segunda a sexta-feira, o horário já passou por muitas modificações, inicialmente o programa começava as 11h00 da manhã posteriormente passando para às 14h30 da tarde . O programa começava mais cedo as 08h da manhã. 
Era um programa de entretenimento voltado principalmente ao público infantil e juvenil. O programa tinha apresentações de crianças com danças, músicas, dublagens e canto além de quadros como "Cantinho da Arte" onde Danny ensinava artesanatos infantis além de ensinar as crianças sobre a preservação do meio ambiente, usando materiais reciclados no artesanato. O programa também traz leitura de cartas, receitas e aulinhas de inglês.
Os outros quadros do programa são "Matéria Legal" que traz reportagens educativas em escolas, instituições, Zoológicos, Circos, Teatros, Parques de Diversão etc... " Hora de Brincar" quadro de perguntas e respostas testando o conhecimento das crianças apresentado via telefone, a produção telefona para a casa dos telespectadores, e Danny faz brincadeiras mediante as quais eles podem ganhar prêmios, para participar ás crianças mandavam recados no site de Danny Pink com o número do telefone de casa, a brincadeira era feita ao lado de dois palhaços chamados Zico & Zen que ao lado de Danny Pink brincavam e apresentavam esquetes divertidas. Danny Pink sempre recebia convidados e atrações musicais mas também cantava suas próprias músicas e apresentava seus clips musicais. No quadro "Mamãe estou na TV" onde as crianças falam de seus gostos e preferências e deixam seus recados, a "Curiosidade Animal" que apresenta a vida dos animais às crianças, e apresenta curiosidade e características de animais, Danny Pink também recebe no programa o desenhista X-Kid que ensina as crianças á desenhar, a apresentadora também traz crianças e jovens que querem mostrar seus talentos na TV. Um dos quadros mais populares do programa é o "Game" onde há uma competição entre artistas e algumas vezes crianças sobre conhecimentos gerais. Além de  muitas outras brincadeiras, algumas feitas entre pais e filhos.
No dia 6 de fevereiro de 2013, o programa ganhou cenário novo com visual moderno e alegre do novo cenário transmite toda alegria e encantamento do universo infantil.
No ar há dez anos o programa passou por transformações, e em 2013 apresenta entrevistas, games, dança, musicais, além do já tradicional e muito conhecido “Cantinho da Arte”, onde usando uma linguagem didática e informal Danny ensina as crianças a exercer a criatividade aprendendo e se divertindo. Danny Pink também ganhou no programa uma nova turminha de bonecos no programa "Os Ursinhos Quadrados" Lira,Nina, Fred, Dudu e o Urso Fantasma que interagiam com Danny e as crianças do programa.

## Audiência
De acordo com a emissora, a atração comandada por Danny Pink já fica algumas vezes em quarto lugar no horário, em diversos dias da semana, atrás apenas das chamadas "grandes": Globo, Record e SBT, dividindo posição com a Band. O programa apresentou expressivos números de audiência para a Rede Vida que bate a audiência da Band, RedeTV!, Gazeta e CNT e garante o quarto lugar no ibope.O que dificilmente a emissora consegue com outros programas. Ao todo o programa já chegou á conquistar 26 mil e 800 espectadores e bater a audiência de um outro infantil apresentado no mesmo horário pela Rede TV. É o único programa da Rede Vida a concorrer ao "Troféu Imprensa".